# La Gauche pour le droit de décider

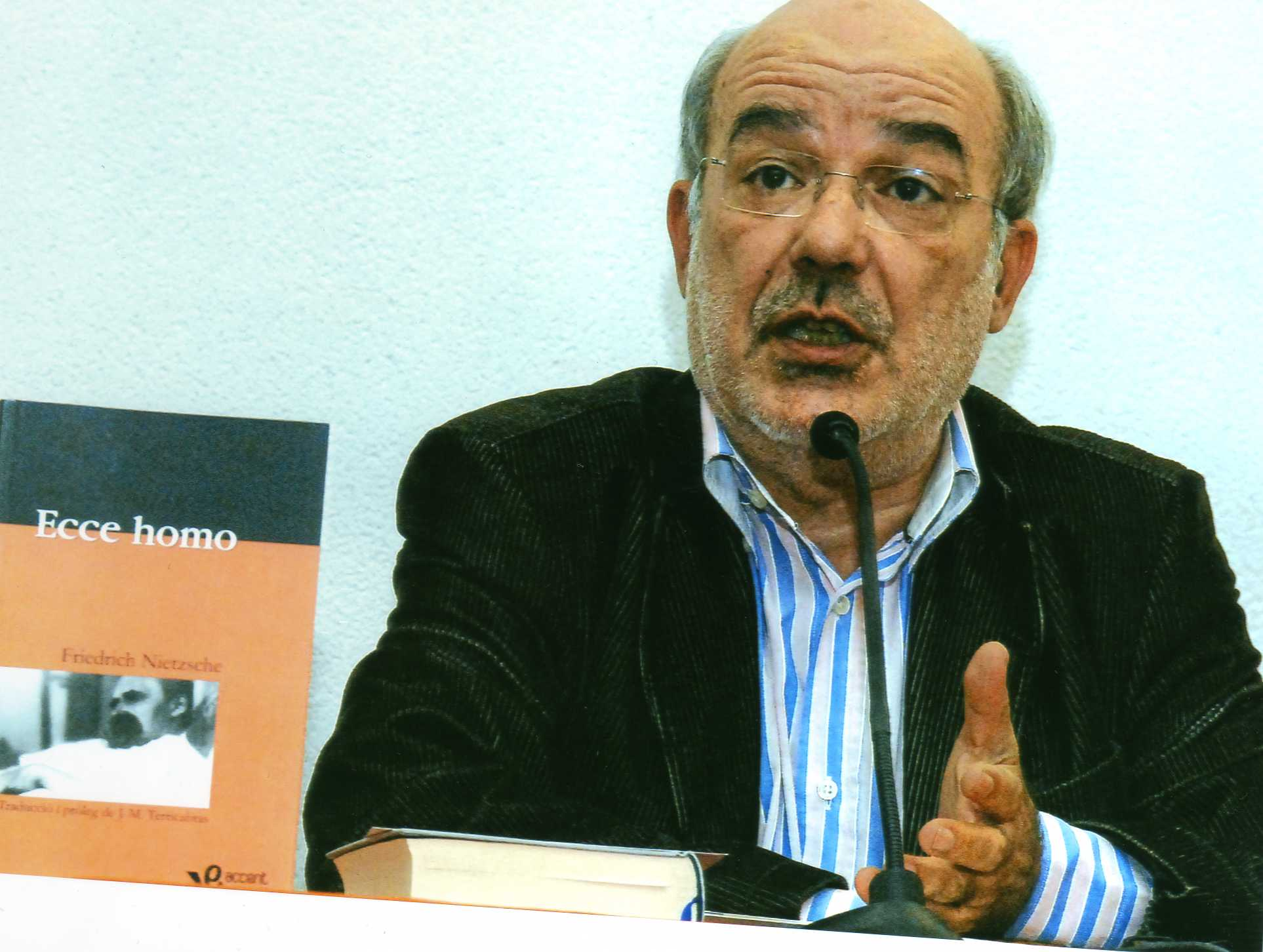
Josep Maria Terricabras en 2009.

La Gauche pour le droit de décider (en catalan : L'Esquerra pel Dret a Decidir) est une coalition électorale catalane constituée à l'occasion des élections européennes de 2014.

## Composition
Elle est composée des partis et mouvements suivants :
- Catalogne  Îles Baléares  Valence Gauche républicaine de Catalogne (ERC)
- Catalogne Nouvelle Gauche catalane (NECat)
- Catalogne Catalunya Sí (CAT SÍ)

## Résultats électoraux
La coalition a remporté 4,02 % à l'échelle nationale des voix lors de ces élections et envoyé les deux représentants suivants au Parlement européen :
1. Josep Maria Terricabras (indépendant)
2. Ernest Maragall (NECat)

En Catalogne, la liste est arrivée en tête des suffrages avec 23,69 % des voix. Dans les Baléares, arrivé en cinquième position, la liste a récolté 7,26 % des suffrages. Enfin, à Valence la liste n'a récolté que 0,46 %.